# Тегиляй

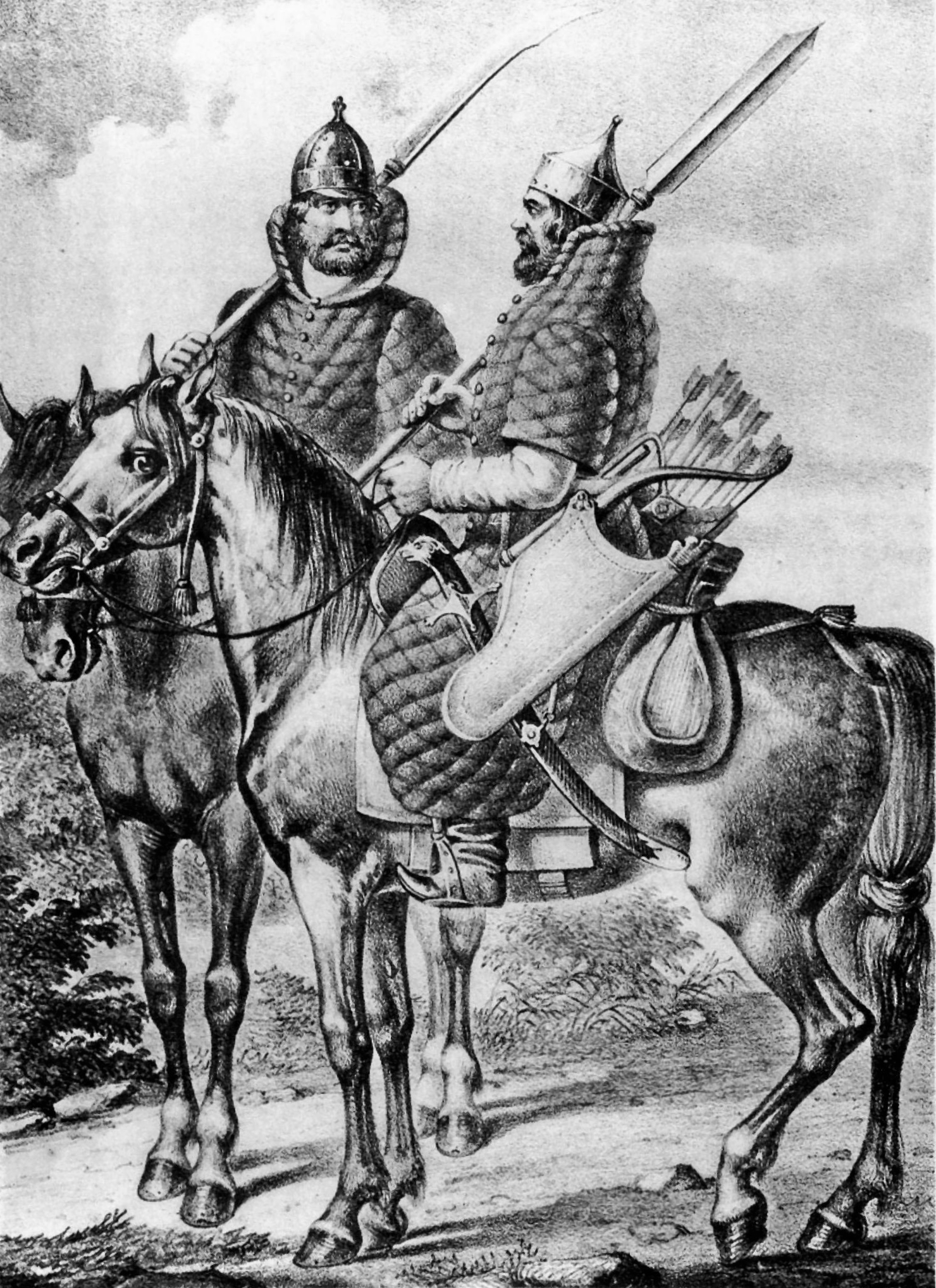
Ратники в тегиляях і шапках залізних

Тегиля́й, тегеля́й, тегель — найпростіший і найдешевший обладунок XVI століття, поширений у східній Європі. Перша згадка тегиляя в джерелах припадає на листування між Іваном III і королем Польщі Казимиром IV в 1489 році. Був масово поширений в українській козацькій кінноті протягом XVI—XVII ст.

## Термін
На думку зброєзнавця М. В. Горелика, назва походить від монгольського хатангу дегель («міцний, як сталь, каптан»). Згідно з Доржи Банзаровим, слово тегиляй походить від монгольського тегель, що означає «шиття, стібання». Причому Банзаров вважав, що «давньоруський тегиляй» — це обладунок, який монголи ще в XIX ст. називали «олбок», тоді як власне терміном «тегиляй» вони стали називати монгольський обладунок хуяг, аналогічний російському куяку. У словнику Даля тегиляй — «каптан зі стоячим коміром і короткими рукавами». У Словарі української мови Б. Д. Грінченка згадується співзвучне слово тягеля́ (род. відм. тягелів), що тлумачиться як «рід верхнього одягу, козацький півкаптан».

## Історія
Вважається, що тегиляй походить із монгольського Сходу, під впливом татар закріпився на Русі. Являв собою каптан-обладунок, туго стьобаний на бавовні, шовку або вичісках льону, конопель (клоччі) і вовни, іноді в нього вшивалися металеві пластини та кольчужні кільця. Один з варіантів був довгополим, із довгими розрізами по боках у подолі, пристосованими до їзди верхи, і довгими стьобаними рукавами. Інший варіант являв собою халат з рукавами-лопатями до ліктя, і носився поверх іншого каптана. Згідно з О. В. Висковатовим, крій тегиляя був наступним: «Це було плаття з короткими рукавами і з високим стоячим коміром, вживалося воно такими ратниками, які, по бідності, не були в змозі з'явитися на службу в обладунку. Робився тегиляй з сукна, також з інших вовняних або бавовняних матерій, товсто підбивався ватою або прядивом, іноді з додатком панцирних або кольчужних обривків, і був наскрізь простьобаний. У такому вигляді тегиляй був майже настільки ж надійним захистом, як і всякий обладунок. Одягався він у рукави, як каптан; у довжину був нижче колін, а застібався ґудзиками на грудях».
Тегиляї не визнавалися повноцінним обладунком у московському війську, бувши захисним спорядженням другосортним. Згідно з «Уложенням про службу 1555—1556 року», одним із законодавчих актів, що входив у число реформ Івана Грозного, поміщик зобов'язаний був виставити «тегиляйного» воїна в тому випадку, якщо маєток або вотчина були більше ніж 100, але менше ніж 200 чвертей. Виходячи з інформації з документів про помісну службу, у першу чергу Боярської книги 1555/1556 рр., а також деяких десятень, тегиляі бували трьох видів, виходячи з їхньої товщини, яка впливала на рівень їхніх захисних якостей. На думку О. В. Шиндлера, тегиляї підрозділялися на тегиляї товсті, тегиляї стандартні (звичайні) і тегиляї тонкі. Згідно з документами про помісну службу, тегиляй був другим за поширеністю видом захисту корпусу, після «пансиря». З 2252 воїнів, згаданих у десятнях і Боярській книзі, 315 були в тегиляях. З них 125 воїнів були в тегиляї товстому, 187 в «стандартних» тегиляях і ще троє в тегиляях тонких.